# Evangelische Kirche (Rollshausen)

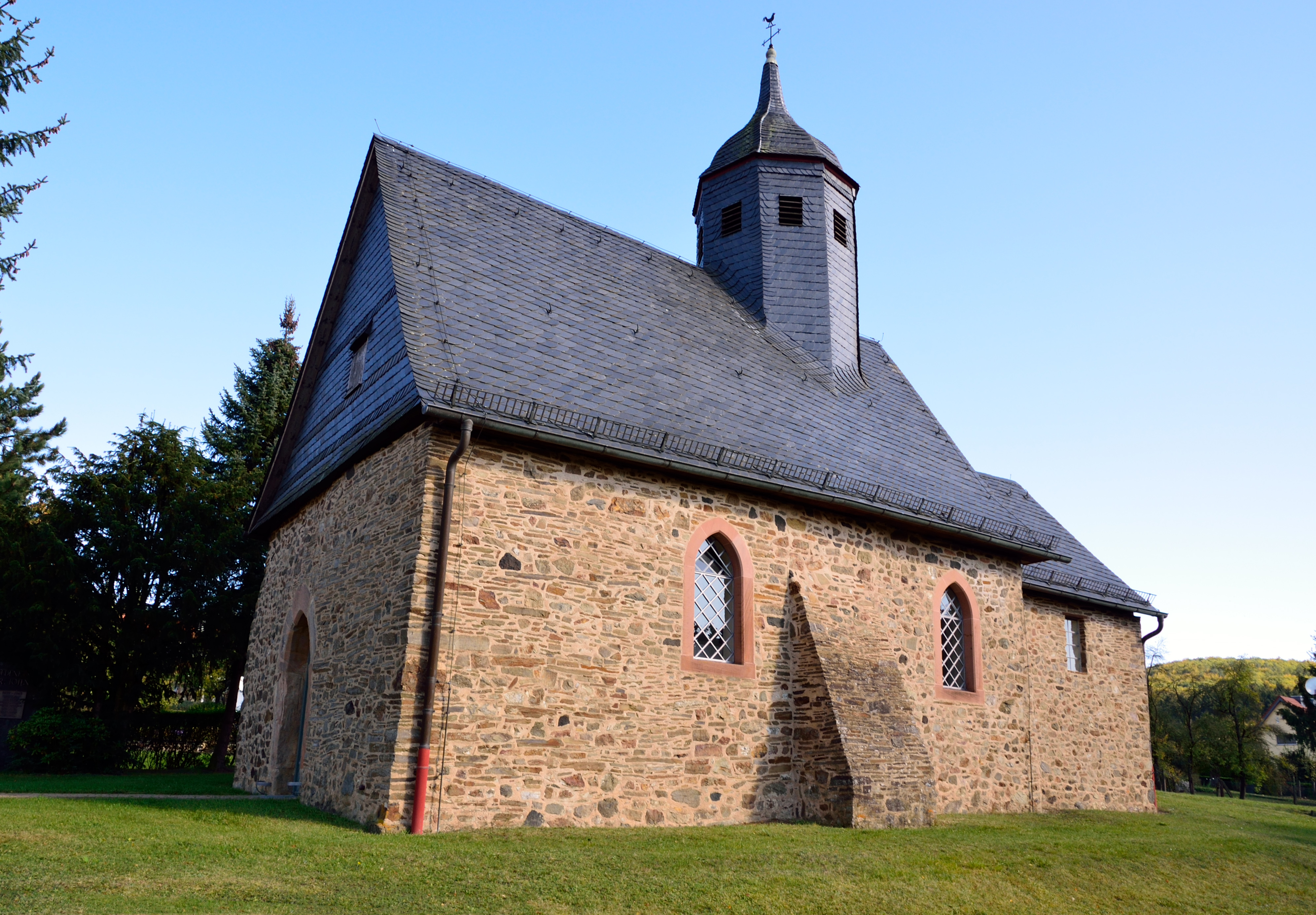
Evangelische Kirche (Rollshausen)

Die evangelische Kirche Rollshausen ist ein denkmalgeschütztes Kirchengebäude, das in Rollshausen steht, einem Ortsteil von Lohra im Landkreis Marburg-Biedenkopf (Hessen). Die Kirche gehört zur Kirchengemeinde der Evangelischen Kirche Lohra im Kirchenkreis Marburg des Sprengels Marburg der Evangelischen Kirche von Kurhessen-Waldeck. 

## Beschreibung
Die im Kern aus dem 15. Jahrhundert stammende Saalkirche aus Bruchsteinen hat ein Kirchenschiff, dessen Satteldach östlich der Mitte 1614 ein achteckiger, schiefergedeckter Dachreiter aufgesetzt wurde, der mit einer glockenförmigen Haube bedeckt ist. 
An das Kirchenschiff schließt sich nach Osten ein eingezogener, rechteckiger Chor an, die beide innen mit einem gedrückten Chorbogen verbunden sind. Die Seitenwände des Kirchenschiffs und die Rückwand des Chors werden von Strebemauern gestützt. Die Decke des Innenraums wird von Stützen mit Kopfbändern getragen. Die Kanzel wurde 1657 aus der Kirche in Königsberg übernommen.